# Italské království (Svatá říše římská)
Italské království (latinsky Regnum Italiae nebo Regnum Italicum, italsky Regno d'Italia, německy Königreich Italien), zpětně Říšská Itálie (německy Reichsitalien), také Lombardské království, jsou názvy administrativního celku Svaté říše římské na severu Itálie, de facto volené monarchie s centrem v Pavii. Území království zahrnovalo severoitalskou Lombardii, Spoleto, marky Toskánska a Verony. Dlouhé série konfliktů známých jako italské války, lombardské války (1423–1454) a vyčerpávající boje mezi přívrženci císařů a papežů vedly k oslabení, decentralizaci a rozpadu království, které představovalo už jen zbytky Lombardie. Do roku 1801 existovalo království už jen formálně v podobě titulu italského krále, který se uděloval německým císařům Svaté říše římské.
Italské království spolu s Německým královstvím a Burgundskem představovalo jedno z takzvaných „Tria Regna“ – tři království tvořící Svatou říši římskou. V rámci říše existovalo jako administrativní celek v letech 962–1024, kdy zahrnovalo území severní Itálie (s výjimkou Papežského státu a jihu Apeninského poloostrova, který byl ovládán sicilskými hrabaty).

## Dějiny

Svatá říše římská v první pol. 11. století (království v odstínech růžové)

Celky formálního Italského království v roce 1789

Po výbojích Ottonů a odtržení Furlanska bylo Italské království natolik zesláblé, že přijalo lenní vztah k římskoněmecké říši. Oslabení centrální moci vedlo k růstu odstředivých tendencí jednotlivých částí, resp. k posílení cizího vlivu (moc papežů v Toskánsku, odtržení Spoleta atd.). Oslabení moci císaře (a v důsledku toho i lenního vztahu k římskoněmecké říši) a vyčerpávající zápas mezi přívrženci císařů a papežů, ghibelíny a guelfy, vedly k jeho rozpadu a osamostatnění jednotlivých městských států a republik zejména na severu Itálie (Lombardská liga, Verona atd.), což znamenalo faktický zánik království jako správního celku. Titul italského krále se však užíval i nadále v souvislosti s předávanou lombardskou korunou a římsko-němečtí císaři se tradičně nechávali korunovat na italské krále v Pavii, čímž si nepřestávali činit nárok na tuto část severní Itálie.